# Conrad Christian Goßler
Conrad Christian Goßler, auch Konrad Gossler, seit 1813 bzw. 1816 Conrad von Goßler, (* 20. Juni, 24. Juni oder 29. Juni 1769 in Magdeburg; † 7. Juni 1842 in Berlin) war ein deutscher Jurist, Generalstaatsanwalt und Wirklicher Geheimer Oberjustizrat.

## Leben
Conrad Christian Goßler war viertes Kind vom preußischen Kriegs- und Domänenrat Christoph Goßler (1723–1791) und Dorothee Katharina Neumann (1731–1800). Sein Bruder Wilhelm Christian (1756–1835) war Geheimer Justizrat und sein zweiter Bruder Christoph (1752–1817) war preußischen Geheimen Oberrevisions- und Kammergerichtsrat. Er stammt aus der Familie Goßler.
Conrad Goßler studierte Rechtswissenschaften und begann seine Karriere in Magdeburg. Ende 1795 wurde er Regierungsrat, später Zollrat und zum Konsistorialrat ernannt. Von 1808 bis 1814 war er Generalprokurator in Kassel. 1813 wurde er in den westfälischen Adelsstand erhoben. Er wechselte nach Berlin und befasste sich dort mit Überlegungen zur Justizverfassung in Preußen. Es folgte seine Beförderung zum Geheimen Oberjustizrat, 1816 wurde er Mitglied des Justizministeriums und am 22. März 1834 zum Wirklichen Geheimen Oberjustizrat. 1816 war die Erhebung in den preußischen Adelsstand erfolgt. 1840 feierte Conrad von Goßler sein 50-jähriges Amtsjubiläum und wurde zum Ehrenbürger der Stadt Magdeburg ernannt.
Conrad Goßler heiratete 1796 in Magdeburg Anna Charlotte Cuny (1780–1810). Aus der Ehe gingen sechs Kinder hervor, darunter die Söhne Karl Gustav (Präsident des Oberlandesgerichtes Königsberg, Kanzler in Preußen) und Gustav Albert (Staatsminister in Anhalt-Dessau).
In zweiter Ehe war Conrad Goßler ab 1813 mit Henriette Charlotte von Rumohr (1786–1845) verheiratet. Aus dieser Ehe stammen die Kinder Adelheid von Goßler (1832–1901; verheiratet mit dem späteren preußischen Kultusminister Heinrich von Mühler), der preußische Geheime Regierungsrat und Abgeordneter Eugen von Goßler und die Komponistin Clara von Goßler (1827–1864).

## Auszeichnungen
- 1811: Ritter des Ordens der westphälischen Krone
- 1825: Roter Adlerorden, III. Klasse
- 1833: Schleife zum Roten Adlerorden
- 1836: Roter Adlerorden, II. Klasse mit Eichenlaub
- 1840: Ehrenbürger der Stadt Magdeburg

## Werke (Auswahl)
- Kurzer Leitfaden für die Revisioren der Unter-Gerichte, Archiv der Preussischen Gesetzgebung, 1801
- Anleitung zum Preussischen Wechselrechte für Kaufleute und Kapitalisten, Nicolai, 1814
- Entwurf eines zweiten Anhangs zum allgemeinen preußischen Landrechte, Nicolai, 1816